# ビス(2-ジフェニルホスフィノエチル)フェニルホスフィン
ビス(2-ジフェニルホスフィノエチル)フェニルホスフィン（英語: bis(diphenyl phosphino ethyl)phenyl phosphine）は、化学式が [Ph2PCH2CH2]2PPh (Ph = C6H5) で表される有機リン化合物である。空気に敏感な白色の固体で、錯体化学と有機金属化学において三座配位子として機能する。
フェニルホスフィンとビニルジフェニルホスフィンのフリーラジカル触媒による付加反応によって合成する。
2 Ph2PCH=CH2  +  H2PPh   →   [Ph2PCH2CH2]2PPh
八面体の金属中心に結合して、facial型とmeridional型の異性体を作ることができる。いくつかの誘導体は、[MX(triphos)]+ (M = Ni, Pd, Pt; X = ハライド) 型の平面正方形錯体である。

## 関連する配位子
- ジエチレントリアミン (HN(CH2CH2NH2)2)
- ビス(ジフェニルホスフィノフェニル)フェニルホスフィン[2] (PhP(C6H4PPh2)2)
- 1,1,1-トリス(ジフェニルホスフィノメチル)エタン（英語版）